# 모호성
모호성(模糊性, vagueness)은 하나의 언어 표현이 의미의 경계가 없어 뜻이 불분명한 특성 또는 현상이다. 어떤 표현의 의미가 포괄적일수록(덜 명세적일수록) 모호성이 높아진다. 모호성이 발생하는 원인에 따라 지시적 모호성, 의미의 불확정성, 의미의 구체성 결여, 의미의 구체성 선언 등으로 분류할 수 있다.

## 모호성의 분류
모호성을 크게 나누면 둘로 분류할 수 있다. 먼저, 개별화의 모호성(vagueness of individuation)은 언어 표현은 경계를 분명하게 나누어야 하지만 실제 세계는 경계가 분명히 나뉘지 않는 데에서 오는 모호성이다. 따라서 언어 표현은 지시대상에 대하여 모호성을 지니게 된다. 다음으로, 분류의 모호성(classificatory vagueness)은 개체의 속성이 연속성을 띠는 데에서 오는 모호성이다. 이는 다시, 정도성을 띠고 구분되는 대상들의 중간 부분을 구분하기 어려운 모호성인 양적 모호성(quantitative vagueness, soritical vagueness)과 어떤 대상이 특정한 범주에 속할 수 있는 필수적인 속성을 규명하기 어려운 모호성인 질적 모호성(qualitative vagueness, combinatorial vagueness)으로 나뉜다. 가령 색채어 빨강과 분홍의 경계쯤에 해당하는 색상을 무엇이라고 불러야 하는지의 문제는 양적 모호성과 관련되고, 다리가 네 개인 줄무늬 말을 얼룩말이라고 할 때 다리가 세 개인 얼룩말을 얼룩말이라고 부를 수 있는지의 문제는 질적 모호성과 관련된다.

## 모호성의 원인
지시적 모호성(指示的模糊性, referential vagueness)은 분명한 의미를 지니는 단어가 지시대상이 불분명함으로써 발생한다. 가령 ‘강-하천-시내-여울’은 연속성 상에 있어서, 그 지시대상이 불명확하다.
의미의 불확정성(意味―不確定性, indeterminacy of the meaning)은 단어나 구의 의미가 막연함으로써 발생한다. 가령 ‘홍길동의 사진’은 그가 찍은 것인지 찍힌 것인지 소유한 것인지 등이 불명확하다.
의미의 구체성 결여(意味―具體性缺如, lack of specification in the meaning)는 단어의 내용이 구체적으로 제시되지 않음으로써 발생한다. 가령 ‘가다’라는 동사는 어떻게 갔는지를 알 수 없기 때문에 모호성의 문제를 야기한다.
의미의 구체성의 선언(意味―具體性選言)은 두 명제의 논리합이 두 명제가 모두 참일 때 유발된다. 가령 “응시자는 자격증이 있거나 수경험이 있어야 한다.”에서, 어떤 응시자가 둘 중 하나만 만족하면 모호하지 않지만, 두 명제를 모두 만족할 때에는 모호성이 발생한다.
이 외에도 지시대상을 알 수 없는 지시 표현에 의하여 모호성이 발생한다.

## 모호성과 중의성
대용 구문을 통하여 중의적 표현인지 모호한 표현인지를 판정할 수 있다.
Kempson(1977;127-132)
(1) Duffy discovered a mole.
(2) Duffy discovered a mole, and so did Clark.
‘mole’은 ‘두더지’와 ‘간첩’으로 해석되는 다의어인데, (2)의 선행절과 후행절에서 ‘mole’이 의미적 동일성을 유지하므로 이 문장은 중의적임을 알 수 있다.

## 법언어학
응용언어학의 분과인 법언어학에서는 법조문의 해석에서 모호성의 문제가 중요시된다. 법조문의 모호성은 자연언어의 한계로서 나타나는 일반적인 모호성(ordinary vagueness), 정도 형용사 등에서 나타나는 명백한 모호성(transparent vagueness), 문맥이 있어야 의미가 결정되는 과도한 모호성(extravagant vagueness)으로 나눌 수 있다. 가령, ‘남의 집에 침입하면’은 한쪽 발만 문 안으로 들어간 경우, 한 손만 창문 안으로 들어간 경우 등이 침입인지의 문제가 제기되는 것으로, 일반적인 모호성에 해당한다.
모호한 법조문은 합법성의 원리 또는 죄형법정주의 원리의 명확성의 원칙에 위배된다. 콜밴을 여객자동차 운수사업법 제81조 제1항의 ‘자가용자동차’로 볼 수 있는지에 대한 판례는 모호한 법조문의 예시가 된다.

## 같이 보기
- 이해

## 참고 문헌
- 구본관;  외. (2016). 《한국어 문법 총론》 II. 경기: 집문당.
- 민현식 외(2019), 《국어 의미 교육론》.
- 윤평현(2008), 《국어의미론》.
- 이해윤(2020), 《법언어학의 이해》.